# 加里·米尼汉
加里·米尼汉（英語：Gary Minihan，1962年1月24日—），澳大利亚男子田径运动员，主攻400米赛跑。他曾代表澳大利亚参加1982年英联邦运动会田径比赛，获得一枚银牌和一枚铜牌。